# Olatz Rivera Olmedo
Olatz Rivera Olmedo (Bilbao, Vizcaya, 7 de octubre de 1996) es una árbitra española de fútbol de la Primera División Femenina de España y Árbitra Élite FIFA. Pertenece al Comité de Árbitros del País Vasco.

## Trayectoria
Ascendió a la máxima categoría del fútbol femenino español en 2017, cuando esta fue creada para que la Primera División Femenina de España fuera dirigida únicamente por árbitras. Su carisma y cualidades le han llevado en los últimos años a la designación en partidos con creciente notoriedad de las competiciones RFEF y UEFA. En 2021 consigue ser la única árbitra propuesta por la federación para debutar como internacional, por lo que en el año 2022 se unirá a colegiadas de la talla de Zulema González, Acevedo Dudley, Martínez Madrona, y Huerta de Aza. Compagina el arbitraje con una intensa faceta académica, y con su trabajo como informática y profesora en Zaragoza. En enero de 2022 se oficializa la designación de ambas para el clásico Barcelona-Real Madrid en semifinales de la Supercopa de España femenina.
La árbitra Olatz Rivera Olmedo fue ascendida en diciembre de 2024 a la categoría de élite de la UEFA. De esta manera, se incorporó al selecto grupo de colegiadas que pitan las grandes competiciones internacionales de clubes y selecciones. Su ascenso supuso un hito histórico, ya que por primera vez España cuenta con dos árbitras en la máxima categoría europea, junto a Portugal, Italia y Rumanía. La colegiada vasca Olatz Rivera se suma a la palentina Marta Huerta de Aza.

## Temporadas
| Categoría                  | País                | Año       |
| -------------------------- | ------------------- | --------- |
| Primera División           | España              | 2017-Act. |
| UEFA SECOND Cat. Ref.      | Internacional       | 2022      |
| Categoría Élite de la UEFA | Internacional Élite | 2024      |

## Premios
- Premio MARCA: Mejor arbitra del año (1): 2020